# Famille Bonamy
Pour les articles homonymes, voir Bonamy.
La famille Bonamy est une branche des Buonamici qui se serait installée à Nantes, y fondant une dynastie de maîtres-apothicaires, puis de médecins.

## Origine de la famille
La famille Buonamici, dont le patronyme fut francisé en Bonamy, est principalement située dans la région de Nantes. Elle provient de plusieurs vagues successives d’immigration d'une même famille originaire de Florence dont le membre le plus célèbre, Francesco Buonamici (v.1490 - v.1562), médecin, patricien de Florence s'installe comme médecin à Nantes.
On note que les différentes branches ci-dessous, portent les mêmes armes : D'azur à un phénix d'argent posé sur un bûcher de gueules et regardant un soleil d'or placé au canton dextre.

## Branches
Il y aurait 3 branches :
- 1. Les Bonamy de Bouée ; issus de Janus alias Jacques Bonamy seigneur du Bois-Méchine, écuyer tranchant du Duc Jean de Bretagne et Gouverneur du Comté Nantais[1], auteur des Bonamy du Bois-Méchine près Châteaubriant, du Chastellier en Bouée, du Chénet en Savenay, de la Grée en Plessé, de la Haye en Sixt, de Sesmaisons en Lavau[2],[3],[4].
- 2. les Bonamy de Joué[2],[3], Sieur de la Close en Joué ;
- 3. les Bonamy de Nantes qui sont issus de la seconde branche, font partie de la très haute bourgeoisie du pays nantais[2],[3].

## Personnalités
- Gian Francesco Buonamico (1639-1680), historien, naturaliste et littérateur ;
- François Bonamy (1710-1786), médecin et botaniste, doyen de la Faculté de médecine de Nantes, recteur de l'Université de Nantes et directeur du Jardin des plantes de Nantes ;
- Alexis César Bonamy (1749-1816), officier du génie, expert géomètre ;
- Louis-Esprit Bonamy (1750-1809), pharmacien en chef des armées[5] ;
- Michel Alexis Bonamy de La Ville (1765-1827), capitaine de navire, négociant-armateur, président du Tribunal de commerce de Nantes ;
- Adolphe Henri Bonamy (1800-1866), armateur et courtier d'assurances maritimes, président du Tribunal de commerce de Nantes (1847-1851), conseiller municipal de Nantes ;
- Auguste Bonamy (1806-1862), ingénieur ;
- Eugène Charles Bonamy (1808-1861), médecin ;
- Édouard Bonamy (1828-1877), avocat, bâtonnier de l'ordre des avocats de Nantes 1873 ;
- Eugène Bonamy (1844-1903), médecin-chef des Hôpitaux de Nantes ;
- Armand Bonamy (1849-1922), président de la chambre des avoués de Nantes, conseiller municipal de Nantes ;
- Edmond Bonamy (1874-1944), médecin en chef de la Croix-Rouge de Nantes ;
- Gustave Bonamy (1879-1942), avoué et avocat, conseiller général de Loire-Inférieure ;
- Armand Bonamy (1885-1941), peintre et architecte-décorateur ;
- Michel Bonamy (1902-1957), prêtre des Missions étrangères de Paris, vicaire général de Singapour[6] ;
- Philippe Bonamy (1926-1999), peintre.

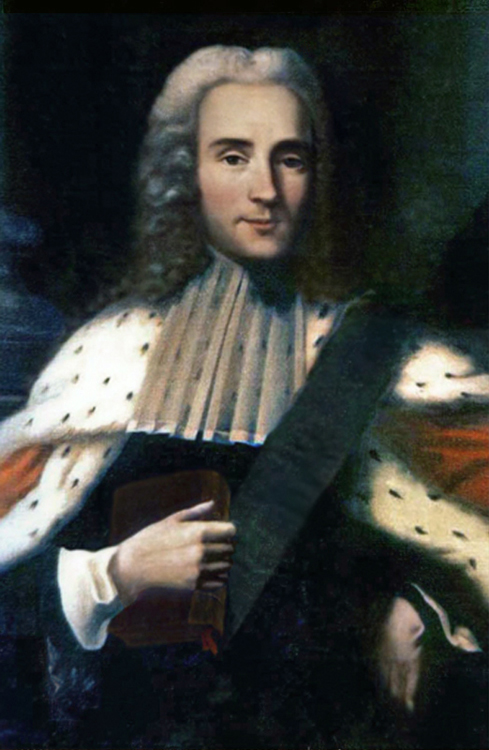
François Bonamy (1710-1786)
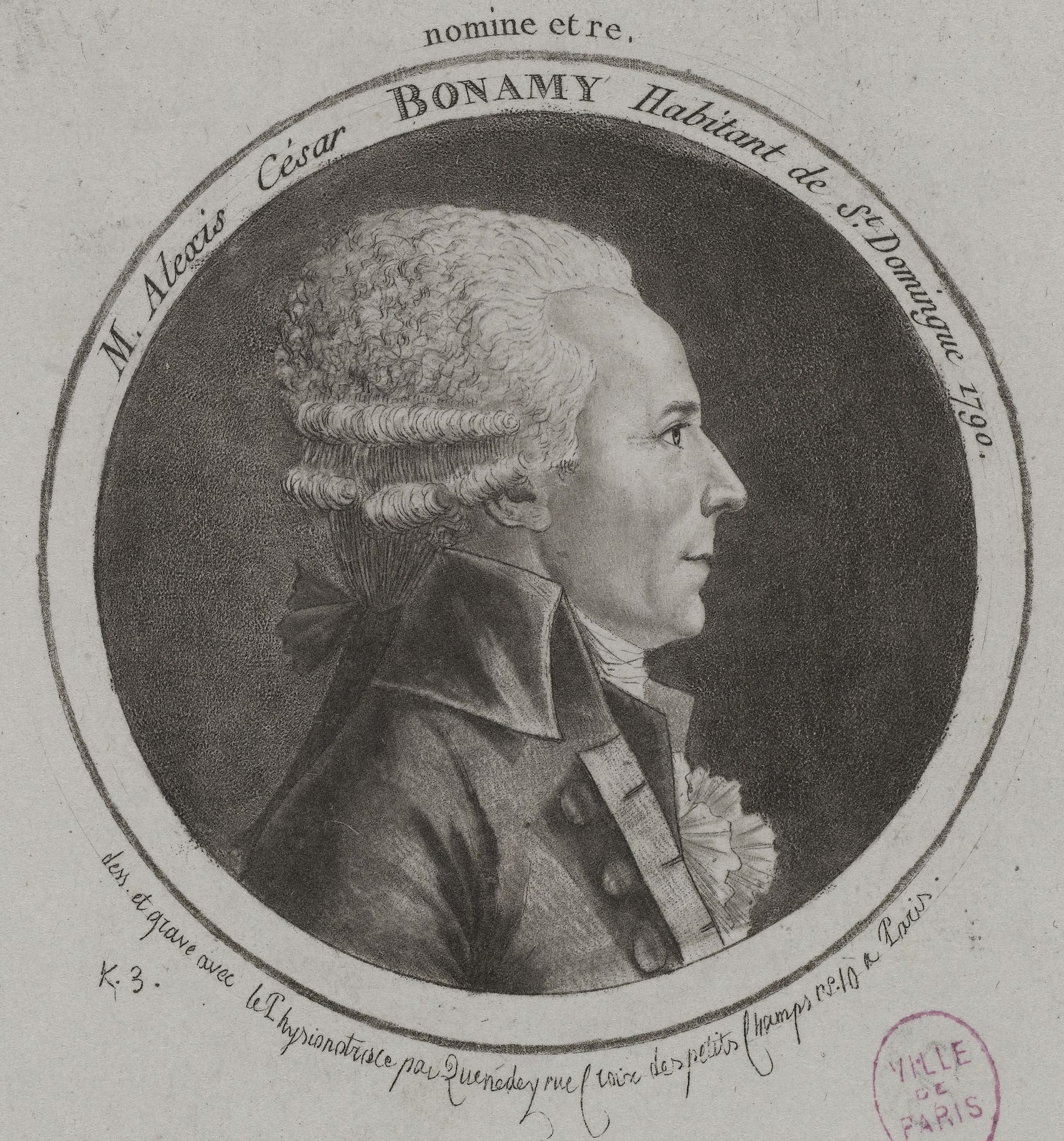
Alexis César Bonamy (1749-1816)
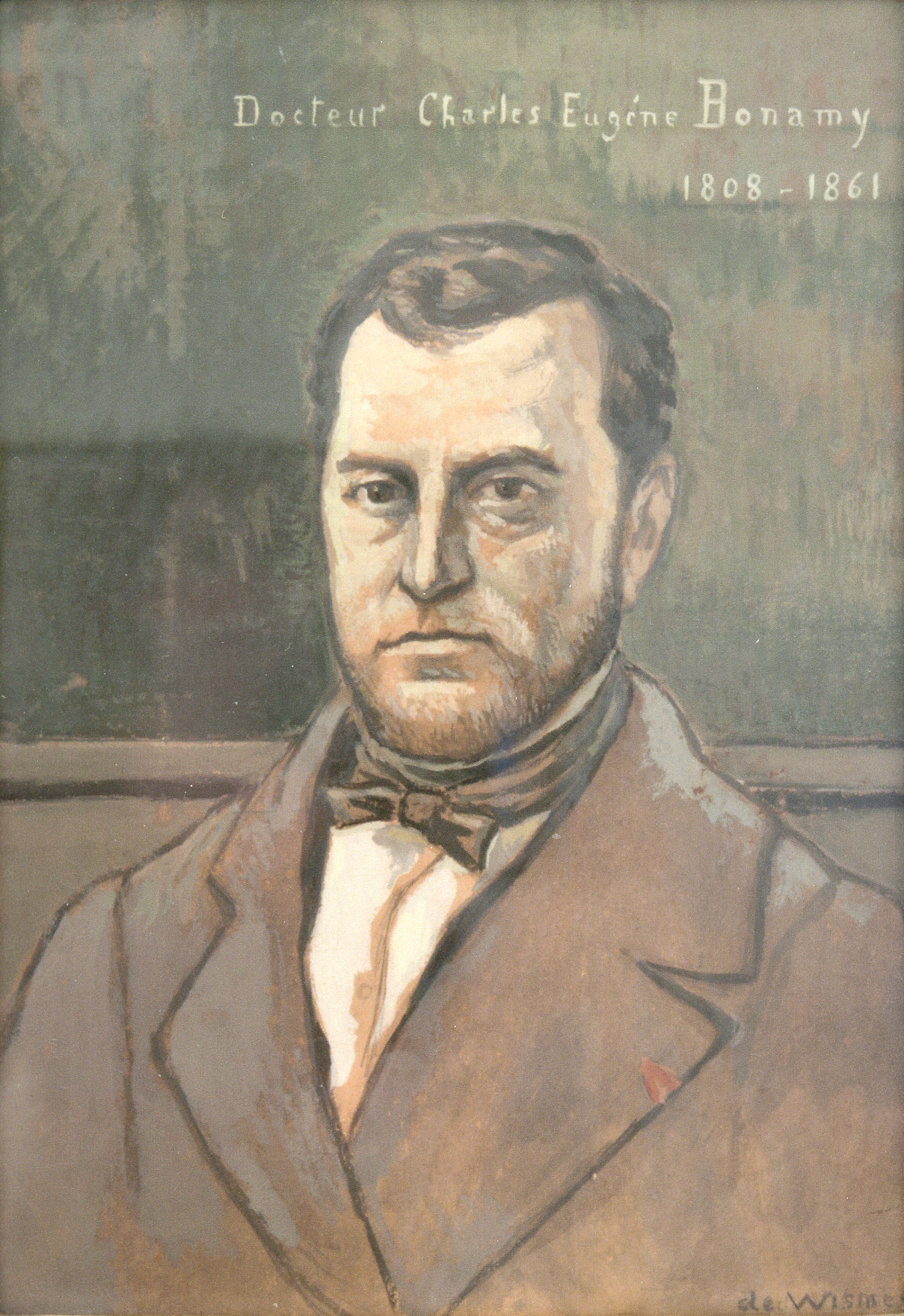
Eugène Bonamy (1808-1861)